# Jean Inselsberger
Jean Inselsberger (* 10. Dezember 1882 in Nürnberg; † 5. Februar 1957 ebenda) war ein deutscher Gewerkschaftsfunktionär.
Er war von 1911 bis 1933 hauptamtlicher Funktionär und stellvertretender Bevollmächtigter des Deutschen Metallarbeiterverbands in Nürnberg. Nach dem Zweiten Weltkrieg war er von 1945 bis 1957 Vorsitzender des DGB-Ortsausschusses Nürnberg.
Vom 4. Dezember 1947 bis zu seinem Tod war er Mitglied des Bayerischen Senats.